# Albanië op het Eurovisiesongfestival 2024

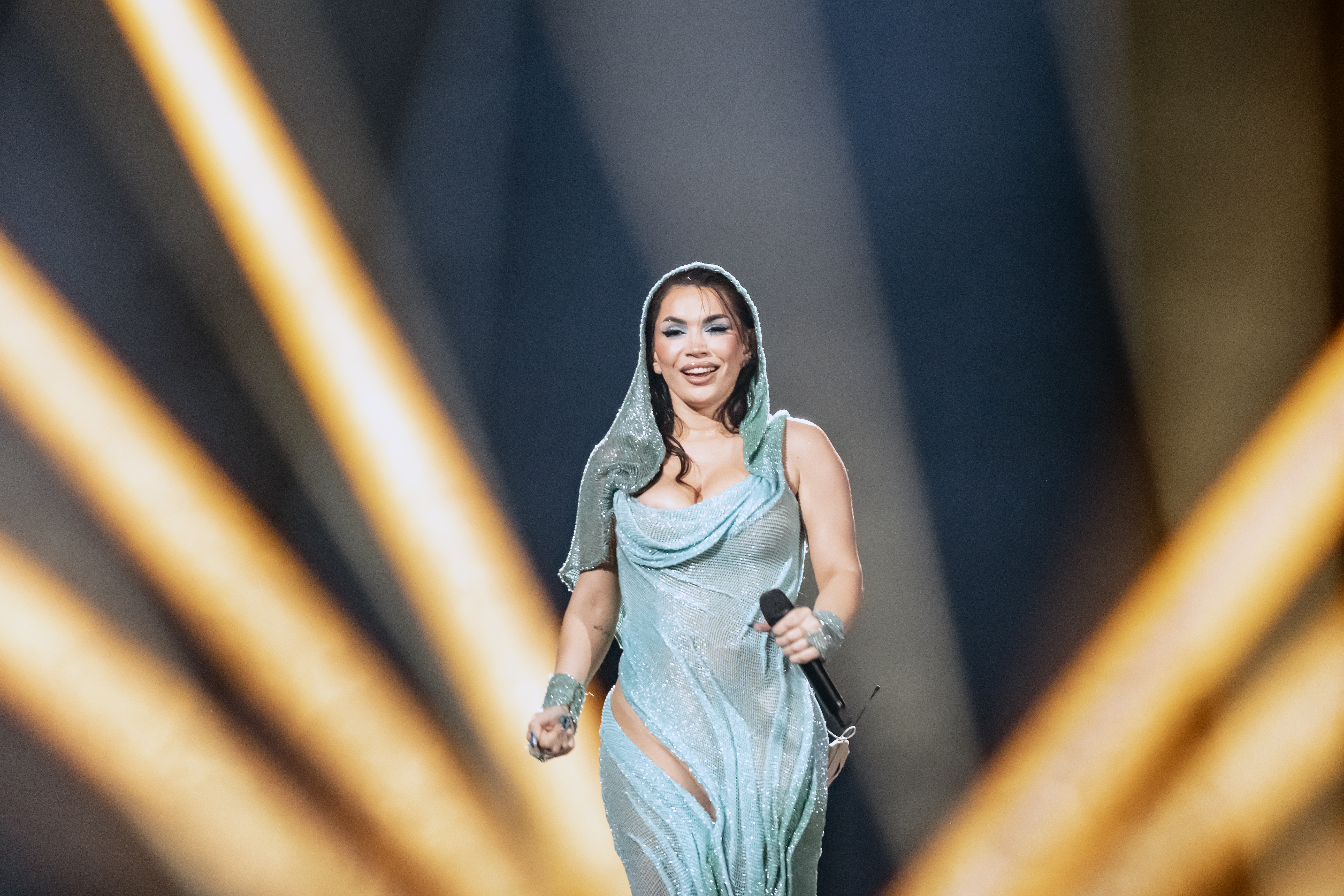
Besa tijdens de repetities in Malmö.

Albanië nam deel aan het  Eurovisiesongfestival 2024 in  Malmö met het nummer Titan, origineel geschreven Zemrën n'dorë door Besa Kokëdhima. Het nummer werd geselecteerd tijdens Festivali i Këngës, de nationale finale georganiseerd door de RTSH.

## Festivali i Këngës
De finale vond plaats op 22 december 2023, in het Congrespaleis in Tirana. In de finale traden 31 kandidaten aan met een eigen nummer. De winnaar werd gekozen door middel van televoting. Besa Kokëdhima wist de televoting  met haar nummer Zemrën n’dorë te winnen. Voor het Eurovisiesongfestival werd besloten om het lied aan te passen en in het Engels te gaan. De titel werd aangepast naar Titan.

## In Malmö
Albanië trad op in de tweede halve finale op 9 mei 2024. Ze kon zich niet plaatsen bij de beste 10 landen, en wist dus geen plaats in de finale te bemachtigen. 
2004 · 2005 · 2006 · 2007 · 2008 · 2009 · 2010 · 2011 · 2012 · 2013 · 2014 · 2015 · 2016 · 2017 · 2018 · 2019 · 2020 · 2021 · 2022 · 2023 · 2024 · 2025
Albanië · Armenië · Australië · Azerbeidzjan · België · Cyprus · Denemarken · Duitsland · Estland · Finland · Frankrijk · Georgië · Griekenland · Ierland · IJsland · Israël · Italië · Kroatië · Letland · Litouwen · Luxemburg · Malta · Moldavië · Nederland · Noorwegen · Oekraïne · Oostenrijk · Polen · Portugal · San Marino · Servië · Slovenië · Spanje · Tsjechië · Verenigd Koninkrijk · Zweden · Zwitserland